# Jessica Mooreová
Jessica Mooreová, nepřechýleně Jessica Moore, (* 16. srpna 1990 Perth) je bývalá australská profesionální tenistka a vítězka juniorské čtyřhry na French Open 2008 a ve Wimbledonu 2008, na nichž startovala se Slovinkou Polonou Hercogovou. Ve své kariéře na okruhu WTA Tour vyhrála jeden deblový turnaj. V rámci okruhu ITF získala do října 2017 čtyři tituly ve dvouhře a dvacet pět ve čtyřhře.
Na žebříčku WTA byla ve dvouhře nejvýše klasifikována v říjnu 2008 na 132. místě a ve čtyřhře pak v červenci 2016 na 88. místě.
V australském fedcupovém týmu debutovala v roce 2008 základním blokem 1. skupiny zóny Asie a Oceánie proti Indonésii, v němž prohrála úvodní dvouhru s Aju-Fani Damajantiovou. Indonésanky zvítězily 2:1 na zápasy. Do dubna 2017 v soutěži nastoupila ke třem mezistátním utkáním s bilancí 1–2 ve dvouhře a 0–0 ve čtyřhře.
Na Hrách Commonwealthu 2010 v Dillí vybojovala s Olivií Rogowskou stříbrnou medaili z ženské čtyřhry, když ve finále podlehly nejvýše nasazeným Australankám Anastasii Rodionovové se Sally Peersovou.

## Tenisová kariéra
V rámci hlavních soutěží událostí okruhu ITF debutovala v závěru ledna 2006, když na turnaji v novozélandském Taupu s dotací 10 tisíc dolarů prošla kvalifikací. Ve čtvrtfinále podlehla podlehla Japonce Nacumi Hamamurové. Premiérový singlový titul v této úrovni tenisu vybojovala na červencové události 2007 s rozpočtem 10 tisíc dolarů v britském Ilkley, kde zvládla finálový duel proti Jihoafričance Lizaan Du Plessisové.
V singlu okruhu WTA Tour debutovala v lednu 2006 na turnaji v Gold Coast. Na úvod kvalifikace podlehla japonské tenistce Rice Fudžiwarové ve dvou setech. Hlavní soutěž si pak poprvé zahrála na lednovém Hobart International 2007, kam obdržela divokou kartu. V otevíracím zápasu jí vyřadila Ukrajinka Aljona Bondarenková. Divoké karty pak získala i na navazující grandslam Australian Open 2007, na němž odebrala jen dva gamy Rusce Světlaně Kuzněcovové, a zářijový US Open 2007, kde ji zastavila Lucie Šafářová.
Na lednové Australian Open 2008 obdržela divokou kartu. Na úvod ženské dvouhry porazila Američanku Julii Dittyovou. V sedmnácti letech se tak stala nejmladší australskou vítězkou zápasu na Australian Open od Jeleny Dokićové v sezóně 1999. Ve druhém kole ji vyřadila sedmnáctá nasazená Izraelka Šachar Pe'erová po dvousetovém průběhu. Na témže grandslamu v roce 2008 se probojovala také do finále juniorské dvouhry, v němž nestačila na Nizozemku Arantxu Rusovou. Tím se stala první australskou finalistkou na melbournské juniorce po třinácti letech.
Po zotavení z poranění ramene získala deblové trofeje v juniorské čtyřhře na French Open 2008 a o měsíc později také ve Wimbledonu 2008, když oba majory odehrála po boku Slovinky Polony Hercogové. Po skončení londýnského grandslamu figurovala nejvýše na juniorském kombinovaném žebříčku ITF, když jí v červenci 2008 patřila 14. pozice.
V ženské kategorii si po výhře nad Američankou Melanií Oudinovou zahrála druhé kolo US Open 2008, kde ji zastavila německá tenistka Anna-Lena Grönefeldová.
Poté, co v sezóně 2008 postoupila o 230 míst žebříčku WTA až na 140. příčku, udělili jí organizátoři Australian Open 2009 opět divokou kartu. V prvním kole přehrála Američanku Christinu McHaleovou, startující také na divokou kartu, aby následně nenašla recept na italskou turnajovou dvanáctku Flavii Pennettaovou.
Premiérové finále na okruhu WTA Tour odehrála na březnovém Malaysian Open 2011 v Kuala Lumpuru, když ve finále čtyřhry s Thajkou Noppavan Lertčívakarnovou odešly poraženy až v rozhodujícím supertiebreaku od páru Dinara Safinová a Galina Voskobojevová. Debutový titul pak vybojovala v deblové soutěži antukového BRD Bucharest Open 2016 po boku další thajské hráčky Varatčaji Vongteančajové. V závěrečném utkání turnaje zdolaly dvojici Alexandra Cadanțuová a Katarzyna Piterová.

## Finále na okruhu WTA Tour
| Legenda                           |
| --------------------------------- |
| D – dvouhra; Č – čtyřhra          |
| Grand Slam (0)                    |
| WTA Tour Championships (0)        |
| Premier Mandatory & Premier 5 (0) |
| Premier (0)                       |
| International (2–3 Č)             |

### Čtyřhra: 5 (2–3)
| Stav       | č. | datum             | turnaj                 | povrch | spoluhráčka                | soupeřky ve finále                      | výsledek         |
| ---------- | -- | ----------------- | ---------------------- | ------ | -------------------------- | --------------------------------------- | ---------------- |
| Finalistka | 1. | 6. března 2011    | Kuala Lumpur, Malajsie | tvrdý  | Noppawan Lertcheewakarnová | Dinara Safinová Galina Voskobojevová    | 7–5, 2–6, [10–5] |
| Vítězka    | 1. | 17. července 2016 | Bukurešť, Rumunsko     | antuka | Varatčaja Vongteančajová   | Alexandra Cadanțuová Katarzyna Piterová | 6–3, 7–6(7–5)    |
| Vítězka    | 2. | 22. září 2018     | Kanton, Čína           | tvrdý  | Monique Adamczaková        | Danka Kovinićová Věra Lapková           | 4–6, 7–5, [10–4] |
| Finalistka | 2. | 14. října 2018    | Tchien-ťin, Čína       | tvrdý  | Monique Adamczaková        | Květa Peschkeová Nicole Melicharová     | 4–6, 2–6         |
| Finalistka | 3. | 7. dubna 2019     | Monterrey, Mexiko      | tvrdý  | Monique Adamczaková        | Asia Muhammadová Maria Sanchezová       | 6–7(2–7), 4–6    |

## Finále na okruhu ITF
| Dotace turnajů okruhu ITF | Dotace turnajů okruhu ITF |
| ------------------------- | ------------------------- |
| 100 000 $ tournaments     | 80 000 $ tournaments      |
| 75 000 $ tournaments      | 60 000 $ tournaments      |
| 50 000 $ tournaments      | 25 000 $ tournaments      |
| 15 000 $ tournaments      | 10 000 $ tournaments      |

### Dvouhra: 10 (4–6)
| Stav       | č.  | datum             | turnaj                            | povrch | soupeřka ve finále          | výsledek      |
| ---------- | --- | ----------------- | --------------------------------- | ------ | --------------------------- | ------------- |
| Finalistka | 1.  | 18. června 2007   | Davos, Švýcarsko                  | antuka | Stephanie Vogtová           | 4–6, 6–4, 3–6 |
| Vítězka    | 2.  | 30. července 2007 | Ilkley, Spojené království        | tráva  | Lizaan Du Plessisová        | 6–4, 6–2      |
| Vítězka    | 3.  | 22. října 2007    | Traralgon, Austrálie              | tvrdý  | Sandy Gumuljaová            | 6–4, 6–4      |
| Vítězka    | 4.  | 7. července 2008  | Řím, Itálie                       | antuka | Patricia Mayr-Achleitnerová | 6–3, 6–2      |
| Finalistka | 5.  | 28. května 2012   | Hilton Head Island, Spojené státy | tvrdý  | Majo Hibiová                | 3–6, 1–6      |
| Vítězka    | 6.  | 16. července 2012 | Knokke, Belgie                    | antuka | Ysaline Bonaventureová      | 6–1, 7–6(9–7) |
| Finalistka | 7.  | 4. března 2013    | Sydney, Austrálie                 | tvrdý  | Viktorija Rajicicová        | 7–5, 3–6, 2–6 |
| Finalistka | 8.  | 10. června 2013   | Bethany Beach, Spojené státy      | antuka | Brianna Morganová           | 6–7(7–9), 3–6 |
| Finalistka | 9.  | 16. září 2013     | Cairns, Austrálie                 | tvrdý  | Azra Hadzicová              | 3–6, 6–3, 2–6 |
| Finalistka | 10. | 18. října 2014    | Toowoomba, Austrálie              | tvrdý  | Ellen Allgurinová           | 1–6, 3–6      |

### Čtyřhra (31 titulů)
| č.  | datum              | turnaj                          | povrch | spoluhráčka                  | poražené finalistky                             | výsledek                 |
| --- | ------------------ | ------------------------------- | ------ | ---------------------------- | ----------------------------------------------- | ------------------------ |
| 1.  | 1. května 2007     | Bournemouth, Spojené království | antuka | Alenka Hubaceková            | Melanie Klaffnerová Nicole Rinerová             | 5–7, 6–4, 6–4            |
| 2.  | 30. května 2008    | Galatina, Itálie                | antuka | Melanie Klaffnerová          | Maria Fernanda Alvesová María Irigoyenová       | 3–6, 6–1, [10–6]         |
| 3.  | 1. února 2010      | Burnie, Austrálie               | tvrdý  | Arina Rodionovová            | Tímea Babosová Anna Arina Marenková             | 6–1, 6–4                 |
| 4.  | 21. února 2010     | Mildura, Austrálie              | tráva  | Casey Dellacquová            | Jarmila Grothová Jade Hopperová                 | 6–2, 7–6                 |
| 5.  | 7. března 2010     | Sydney, Austrálie               | tvrdý  | Casey Dellacquová            | Sophie Fergusonová Trudi Musgraveová            | bez boje                 |
| 6.  | 3. května 2010     | Bundaberg, Austrálie            | antuka | Marija Mirkovicová           | Viktorija Rajicicová Emelyn Starrová            | 6–3, 1–6, [10–7]         |
| 7.  | 1. listopadu 2010  | Kalgoorlie, Austrálie           | tvrdý  | Daniella Jefleová            | Tímea Babosová Monika Wejnertová                | 6–4, 2–6, 6–4            |
| 8.  | 8. listopadu 2010  | Esperance, Austrálie            | tvrdý  | Daniella Jefleová            | Čiaki Okadaueová Remi Tezukaová                 | 7–6(9–7), 6–3            |
| 9.  | 30. dubna 2012     | Indian Harbour Beach, USA       | antuka | Maria Fernanda Alvesová      | Marie-Ève Pelletierová Aljona Sotnikovová       | 6–7(6–8), 6–3, [10–8]    |
| 10. | 28. února 2014     | Port Pirie, Austrálie           | tvrdý  | Aleksandrina Najdenovová     | Mijabi Inoueová Hiroko Kuwatová                 | 6–4, 6–3                 |
| 11. | 5. dubna 2014      | Glen Iris, Austrálie            | antuka | Aleksandrina Najdenovová     | Tammi Pattersonová Ellen Perezová               | 6–4, 6–2                 |
| 12. | 13. dubna 2014     | Melbourne, Austrálie            | antuka | Aleksandrina Najdenovová     | Miju Katová Juuki Tanaková                      | 7–5, 6–7(5–7), [10–7]    |
| 13. | 6. října 2014      | Cairns, Austrálie               | tvrdý  | Abbie Myersová               | Ajaka Okunová Alison Baiová                     | 6–2, 6–2                 |
| 14. | 13. října 2014     | Toowoomba, Austrálie            | tvrdý  | Abbie Myersová               | Lizette Cabrerová Priscilla Honová              | 6–3, 6–3                 |
| 15. | 9. listopadu 2014  | Bendigo, Austrálie              | tvrdý  | Abbie Myersová               | Naiktha Bainsová Karolina Wlodarczaková         | 6–4, 6–0                 |
| 16. | 14. listopadu 2014 | Bendigo, Austrálie              | tvrdý  | Abbie Myersová               | Varatčaja Vongteančajová Varunja Vongteančajová | 3–6, 6–1, [10–6]         |
| 17. | 27. února 2015     | Clare, Austrálie                | tvrdý  | Jennifer Elieová             | Mana Ajukawová Kotomi Takahatová                | 6–3, 7–5                 |
| 18. | 6. března 2015     | Port Pirie, Austrálie           | tvrdý  | Abbie Myersová               | Liou Čchang Tchien Žan                          | 6–0, 6–3                 |
| 19. | 25. července 2015  | Granby, Kanada                  | tvrdý  | Storm Sandersová             | Laura Robsonová Erin Routliffeová               | 7–5, 6–2                 |
| 20. | 1. srpna 2015      | Gatineau, Kanada                | tvrdý  | Carol Zhaová                 | Victoria Rodríguezová Marcela Zacaríasová       | 6–3, 6–4                 |
| 21. | 16. srpna 2015     | Landisville, USA                | tvrdý  | Ivana Jorovićová             | Brynn Borenová Nadja Gilchristová               | 6–1, 6–3                 |
| 22. | 10. října 2015     | Cairns, Austrálie               | tvrdý  | Storm Sandersová             | Jennifer Elieová Asia Muhammadová               | 6–0, 6–3                 |
| 23. | 14. února 2016     | Perth, Austrálie                | tvrdý  | Ashleigh Bartyová            | Alison Baiová Abbie Myersová                    | 3–6, 6–4, [10–8]         |
| 24. | 31. října 2016     | Canberra, Austrálie             | tvrdý  | Storm Sandersová             | Alison Baiová Lizette Cabrerová                 | 6–3, 6–4                 |
| 25. | 20. srpna 2017     | Vancouver, Kanada               | tvrdý  | Jocelyn Raeová               | Desirae Krawczyková Giuliana Olmosová           | 6–1, 7–5                 |
| 26. | únor 2018          | Launceston, Austrálie           | tvrdý  | Ellen Perezová               | Laura Robsonová Valeria Savinychová             | 7–6(5), 6–4              |
| 27. | únor 2018          | Perth, Austrálie                | tvrdý  | Ellen Perezová               | Olivia Tjandramuliaová Belinda Woolcocková      | 6–7(6), 6–1, [7–9] skreč |
| 28. | únor 2018          | Perth, Austrálie                | tvrdý  | Olivia Tjandramuliaová       | Alison Baiová Lu Ťia-ťing                       | 7–5, 6–7(8), [11–9]      |
| 29. | duben 2018         | Chiasso, Švýcarsko              | antuka | Darija Juraková Schreiberová | Cindy Burgerová Rosalie van der Hoeková         | 7–6(6), 4–6, [10–8]      |
| 30. | květen 2018        | Trnava, Slovensko               | antuka | Galina Voskobojevová         | Anna Smithová Xenia Knollová                    | 0–6, 6–3, [10–7]         |
| 31. | červen 2018        | Surbiton, Spojené království    | tvrdý  | Ellen Perezová               | Arina Rodionovová Yanina Wickmayerová           | 4–6, 7–5, [10–3]         |

## Finále na juniorce Grand Slamu

### Dvouhra juniorek: 1 (0–1)
| Stav       | rok  | turnaj          | povrch | soupeřka ve finále | výsledek |
| ---------- | ---- | --------------- | ------ | ------------------ | -------- |
| Finalistka | 2008 | Australian Open | tvrdý  | Arantxa Rusová     | 3–6, 4–6 |

### Čtyřhra juniorek: 2 (2–0)
| Stav    | rok  | turnaj      | povrch | spoluhráčka      | soupeřky ve finále                 | výsledek         |
| ------- | ---- | ----------- | ------ | ---------------- | ---------------------------------- | ---------------- |
| Vítězka | 2008 | French Open | antuka | Polona Hercogová | Lesley Kerkhoveová Arantxa Rusová  | 5–7, 6–1, [10–7] |
| Vítězka | 2008 | Wimbledon   | tráva  | Polona Hercogová | Isabella Hollandová Sally Peersová | 6–3, 1–6, 6–2    |